# 2011 CQ1
El 2011 CQ1 es un meteoroide de aproximadamente 1 m de diámetro. Fue descubierto el 4 de febrero de 2011 por el Catalina Sky Survey, como un objeto de la decimonona magnitud.
No obstante su pequeña dimensión, es objeto digno de una mención especial porque horas después de su descubrimiento, a las 19:39 GTM, ha pasado a solo 5.480 km de la superficie terrestre.
 Se trató del encuentro más cercano, sin impacto. El récord precedente pertenecía al asteroide 2004 FU162.
El acercamiento a la Tierra, sin embargo ha tenido consecuencias para el pequeño meteoroide, en efecto, su órbita resultó modificada. En particular se ha calculado que la dirección de alejamiento se ha desviado de aproximadamente 60° respecto a la dirección de acercamiento.
En la tabla siguiente se presentan los principales parámetros orbitales del meteoroide antes y después del encuentro con nuestro planeta.
| Parámetros orbitales           | Órbita de acercamiento              | Órbita de alejamiento                |
| ------------------------------ | ----------------------------------- | ------------------------------------ |
| Época                          | JDT 2455580,5 (19 de enero de 2011) | JDT 2455600,5 (8 de febrero de 2011) |
| Semieje mayor                  | 1,1345943 UA                        | 0,8360015 UA                         |
| Perihelio                      | 0,906 UA                            | 0,662 UA                             |
| Afelio                         | 1,362 UA                            | 1,009 UA                             |
| Período orbital                | 1,21 años                           | 0,76 años                            |
| Inclinación sobre la eclíptica | 1,10453°                            | 5,29435°                             |
| Excentricidad                  | 0,2013026                           | 0,2075326                            |

Debe mencionarse que la órbita del meteoroide, antes de su aproximación a la Tierra, lo caracterizaba como un asteroide Apolo. El encuentro con la Tierra lo ha transformado en un asteroide Atón, cuya órbita es todavía interna a la terrestre.

Los estudiosos consideran que objetos de las dimensiones del meteoroide 2011 CQ1 impactan sobre la Tierra cada pocas semanas, sin causar daños y que alcanzan solo raramente la superficie. La posibilidad de reverlo son remotas, y probablemente no estaremos en condiciones de reconocerlo.